# ヘルボルン

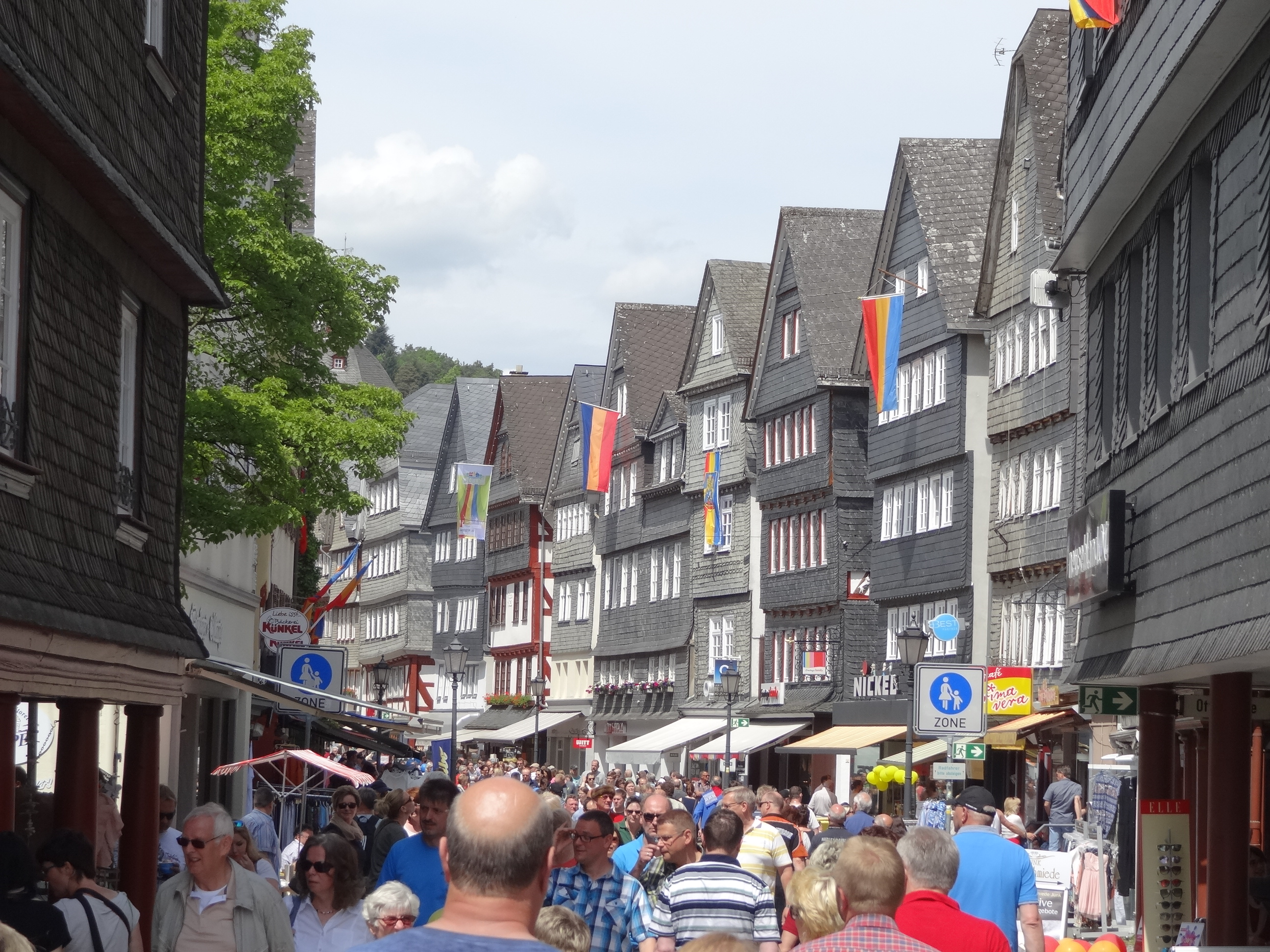
ヘルボルン旧市街の街並み（2016年のヘッセンの日）

ヘルボルン (ドイツ語: Herborn, [ˈhɛrbɔrn]) は、ドイツ連邦共和国ヘッセン州ギーセン行政管区のラーン＝ディル郡の市である。ディル川沿いの歴史的な木組み建築が遺る都市で、第一次世界大戦前からすでに「ナッサウのローテンブルク」とPRしていた。このフレーズは、8世紀からの建築文化財が遺る旧市街について称したもので、ドイツの中世都市が良く保存されている街の一つに数えられる。
2016年、ヘルボルンは第56回ヘッセンの日の開催地となった。同じ年にヘルボルンは欧州福音主義教会共同体から「ヨーロッパの宗教改革都市」という称号を贈られた。

## 地理

### 隣接する市町村
ヘルボルンは、北はディレンブルク、北東はジークバッハ、東はミッテンアール、南東はジン、南はグライフェンシュタイン、西はドリードルフおよびブライトシャイト（いずれもラーン＝ディル郡）と境を接している。

### 市の構成
ヘルボルンは、中核市区およびアムドルフ、ブルク、グンタースドルフ、ヒルシュベルク、ヘルバッハ、メルケンバッハ、ゼールバッハ、シェーンバッハ、ウッカースドルフの各市区からなる。

## 歴史

### 中世
ヘルボルンは1048年に初めて文献に記録され、1251年にナッサウ伯ヴァルラム2世およびオットー1世によって都市権を授けられた。
この集落は、これにちなんで名付けられたヘルボルナー・マルク（Herbore marca, Herboremarca とも表記される）の周縁部の集落であった。ヘルボルナー・マルクでは、ナッサウ伯とヘッセン方伯（＝テューリンゲン方伯）とがその高権を巡って争った。この争いと激しい戦いは「デルンバッハの100年フェーデ」（1230年頃から1333年）と史料に記述されている。

### ホーエ・シューレ

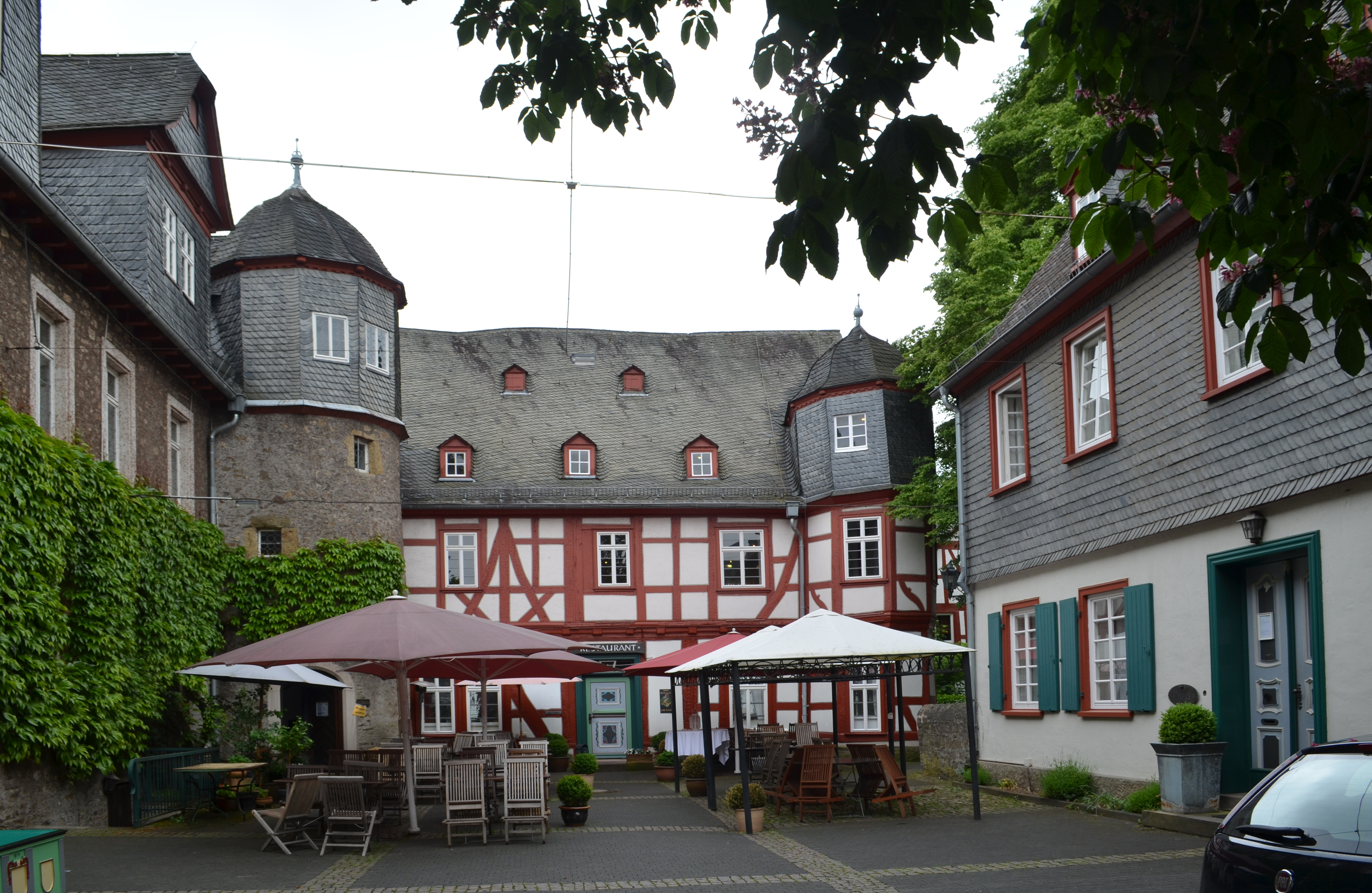
現在のホーエ・シューレ中庭

1584年ヘルボルンにホーエ・シューレ（上級学校）が設けられた。創始者はヴィルヘルム・フォン・オラニエの弟で、現在のギムナジウム・ヨハネウムの名前の元となったヨハン6世フォン・ナッサウ＝ディレンブルクであった。
1584年にナッサウ＝ディレンブルク伯ヨハン6世によってヘルボルンのホーエ・シューレ「アカデミア・ナッサウエンシス」が創建された。ベギン会の神学者カスパー・オレヴィアンによって福音主義化された総合大学風のホーエ・シューレは、初めは専門学部を持たなかった。再三の尽力にもかかわらず、1750年になっても「Universität」（総合大学）の称号を用いる特権は与えられず、それ以前の特権が有効であった。申し分のない高い質の学校であったにもかかわらず、この学校を総合大学とする許可を皇帝が与えなかったため、この学校には博士号の授与資格がなかった。
このホーエ・シューレの神学セミナー400周年の銘文でゲルハルト・メンクは以下のように記している:
1603年12月、非常に多くの外国人や貴族を含む学生・生徒約400人を擁していたことは、その教員たちと同様に、このナッサウのホーエ・シューレが当時高い評価を得ていたことの証拠である。—Gerhard Menk
また、かつての市文書管理官リューディガー・シュテルケルは生徒数について以下のように記している:
毎年50人近くの新入生が登録され、ホーエ・シューレには100人から150人の聴講生があった。最初の隆盛期にはその数は300人を超えたに違いない。1603年には400人の学生・生徒がヘルボルンに在籍していた。1725年から聴講者の数は減少した。—Hannelore Benz u. a.
いずれにしても、ホーエ・シューレはその設立直後からヨーロッパで最も重要なカルヴァン主義福音派の最も重要な教育機関の一つとなっていた。この学校はドイツで唯一の福音主義単科大学であった。その最も重要な生徒が教育者のヨハン・アーモス・コメニウスである。彼は1611年から1613年までヘルボルンで学んだ。
ホーエ・シューレは1817年に閉校された。その神学部は、ヘッセンおよびナッサウ福音主義教会の「神学セミナー」に改組され、ヘルボルン城で存続した。1825年、バーデン地方教会の高位聖職者（地方監督官）ルートヴィヒ・ヒュッフェルがヘルボルンの教授に指名された。
元の建物はホテルおよびレストランとして利用されている。講堂は市のサークル（たとえばシュララフィア会「オプ・デア・ディル」）のイベント会場となっている。上階には市立博物館が入居しており、ディル地方の古代、ホーエ・シューレとヘルボルン市の歴史に関するコレクションを有し、特別展示がなされている。
25年以上前から年に1度の頻度で、オールド・ヘルボルン・ユニバーシティー記念ライフ・サイエンス学術シンポジウムが開催されている。講演内容は、オールド・ヘルボルン・ユニバーシティーのセミナー講演録で公開されている。

### 近世

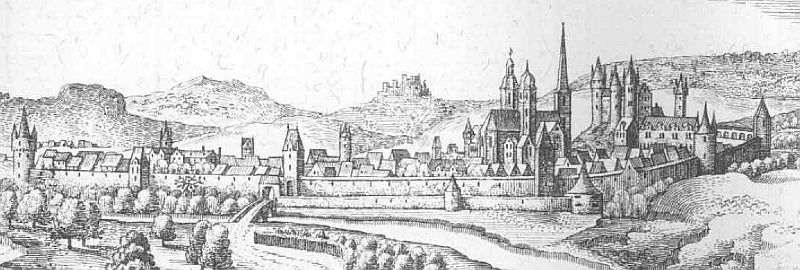
1655年に出版されたマテウス・メーリアンの銅版画に描かれたヘルボルン

1602年からヨハネス・ピスカトールによって改革派による最初の聖書翻訳がヘルボルンでなされ、ドイツ、オランダ、スイス、アメリカ合衆国に改革派教会の信仰生活形成を決定づけた。この聖書はコルヴィヌス・アカデミック印刷所で印刷された。ヘルボルンのゼファー出版は2000年からヘルボルンで出版された初版のファクシミリ版を制作している。
1626年、宿直の兵士の不注意によって発生した火災で本市は 241棟の家屋を失った。その数年後にヘルボルンおよびその周辺地域では魔女狩りが頻発した。
三十年戦争末までに市民は 50人のスウェーデン兵士を保護したことで、スウェーデン軍が市の防衛を引き受けた。これにより「ラツァレットシュタット」（野戦病院都市）の名声を獲得し、これは第二次世界大戦まで保持された。
ウィーン会議後、ヘルボルンはプロイセンと境を接することになり、輸入税によって経済的に苦しんだ。1836年にナッサウ公領は関税同盟に加盟した。1866年の普墺戦争でナッサウ公はオーストリア側に味方したため、戦後ナッサウ公領はヘッセン選帝侯領とともにプロイセンに併合され、プロイセン王国ヘッセン＝ナッサウ州として一体化させられた。これによりヘルボルンはプロイセン領となった。

### 現代
第二次世界大戦でヘルボルンは爆撃により広範な損傷を負った。ユダヤ人コミュニティは1942年にホロコーストによって崩壊した。「連邦公文書館のドイツにおける国家社会主義によるユダヤ人迫害の犠牲者（1933年 - 1945）の追悼書」には、追放され、その大部分が殺害された 65人のユダヤ系ヘルボルン住民が名前を挙げて記録されている。ヤド・ヴァシェムのホロコースト犠牲者名データバンクはヘルボルンに関係する者として合計 95人のユダヤ人の名前が記されている。
精神病院の患者の多くが、国家社会主義の安楽死プログラム、いわゆるT4作戦によって拉致され、殺害された。
この街は、1987年7月7日に起こったタンク車事故によって広く知られている。この日の20:45頃、34,000リットルの動力用燃料を積んだタンク車が、何キロメートルにもわたる急勾配の連邦道B255号線を走行中、多くの技術的障害により制御不能に陥った。あふれた動力用燃料が流れ出し、12軒の家屋が焼失した。ディル川にも動力用燃料が流れ込み、土手の植物を巻き添えにして約 500 m にわたって炎を上げた。消火活動のために約 100 km 離れたフランクフルト・アム・マインからも消防隊が出動した。この火災により、6名が死亡し、38名が負傷した。この事故とその後同じ道路で起こった事故により、本市のこの事故区間は難所とみなされ、制限速度 30 km/hr に設定された。高速車輌はカーブに対応できず、強制的に小石を敷き詰めた緊急待避所に入り込み、停車することになる。

### 市町村合併
1971年10月1日に、それまで独立した町村であったグンタースドルフが自主的にこの街に合併した。
アムドルフとウッカースドルフは1970年12月1日に自主的にベルクに合併した。
ヘッセン州の地域再編に伴い、1977年1月1日にヘルボルン市とベルク、ヘルボルンゼールバッハ、ヒルシュベルク、ヘルバッハ、メルケンバッハ、シェーンバッハが「ディル郡、ギーセン郡、ヴェッツラー郡およびギーセン市の新設に関する法律」に基づいて合併し、新たなヘルボルン市が成立した。

### 領邦と行政機構
ヘルボルンが属した領邦および行政機構を以下に列記する。
- 1048年: Herbore marca; Herboremarca[17]
- 1251年:  Herberin[18]
- 1739年以前: 神聖ローマ帝国、ナッサウ＝ディレンブルク伯領/侯領（ドイツ語版）アムト・ヘルボルン
- 1739年から: 神聖ローマ帝国、ナッサウ＝ディーツ侯領（ドイツ語版）アムト・ヘルボルン
- 1806年 - 1813年: ベルク大公国ジーク県ヘルボルン小郡
- 1813年 - 1815年: ナッサウ＝オラニア侯国アムト・ヘルボルン
- 1816年から: ドイツ連邦ナッサウ公国アムト・ヘルボルン
- 1849年から: ドイツ連邦ナッサウ公国クライスアムト・ヘルボルン
- 1854年から: ドイツ連邦ナッサウ公国アムト・ヘルボルン
- 1867年から: 北ドイツ連邦プロイセン王国ヘッセン＝ナッサウ州（ドイツ語版、英語版）ヴィースバーデン県ディル郡
- 1871年から: ドイツ国プロイセン王国ヘッセン＝ナッサウ州ヴィースバーデン県ディル郡
- 1918年から: ドイツ国プロイセン自由州ヘッセン＝ナッサウ州ヴィースバーデン県ディル郡
- 1932年から: ドイツ国プロイセン自由州ヘッセン＝ナッサウ州ヴィースバーデン県ディレンブルク郡
- 1933年から: ドイツ国プロイセン自由州ヘッセン＝ナッサウ州ヴィースバーデン県ディル郡
- 1945年から: アメリカ管理地区（ドイツ語版）グロース＝ヘッセン（ドイツ語版、英語版）、ヴィースバーデン行政管区ディル郡
- 1949年から: ドイツ連邦共和国ヘッセン州ヴィースバーデン行政管区ディル郡
- 1968年から: ドイツ連邦共和国ヘッセン州ダルムシュタット行政管区ディル郡
- 1977年から: ドイツ連邦共和国ヘッセン州ダルムシュタット行政管区ラーン＝ディル郡
- 1981年から: ドイツ連邦共和国ヘッセン州ギーセン行政管区ラーン＝ディル郡

### 人口推移
1970年までの人口推移は以下の通り
- 1840年: 2,154 人
- 1905年: 4,035人
- 1939年: 6,478人
- 1961年: 10,124人
- 1970年: 10,437人

その後の人口推移を示す（日付がない場合は、それぞれ12月31日時点）
- 1998年: 21,334人
- 2003年: 21,214人
- 2008年: 20,962人
- 2013年: 20,366人
- 2016年6月30日: 20,717人[19]
- 2017年1月1日: 20,537人[19]

## 行政

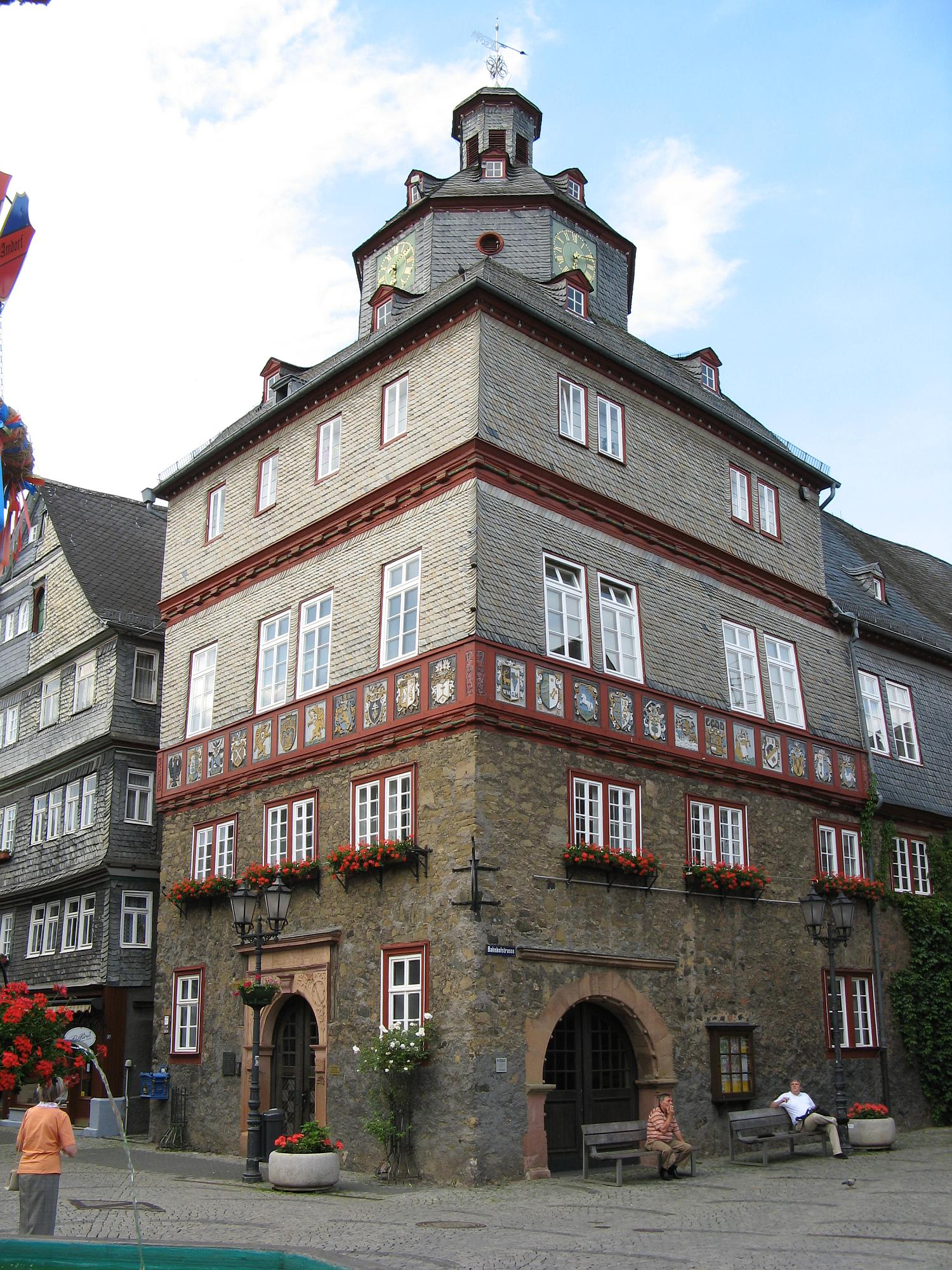
ヘルボルン市庁舎

### 首長
2019年9月14日からカチャ・グローナウ（無所属）が市長を務めている。
それ以前は、2001年からハンス・ベンナー (SPD) が市長を務めていた。

### 議会
ヘルボルンの市議会は、37議席で構成されている。

### 紋章
図柄: ヘルボルン市の紋章には、君臨する市の守護聖人ペテロの両側に、彼を賛美する人物が描かれており、名前のヒントからナッサウ伯ヴァルラムとオットー5世であることが判る。
解説: この紋章は、古い市の印章に由来する。そのデザインはヴァルラム伯とオットー伯が共同で統治した1255年までに制作されていた。したがって、このデザインは1251年の市への昇格直後に制作されたものと推測される。ヴァルラムとオットーとの共同統治の間にローマ王（ドイツ王）ヴィルヘルムがヘルボルンに都市権を授け、関税について述べている。

### 姉妹都市
ヘルボルンは以下の都市と姉妹都市関係にある: 
- ペルテュイ（フランス語版、英語版）（フランス、ヴォクリューズ県）1969年
- グンタースドルフ（ドイツ語版、英語版）（オーストリア、ニーダーエスターライヒ州）1972年
- シェーンバッハ（ドイツ語版、英語版）（オーストリア、ニーダーエスターライヒ州）1989年
- イワヴァ（ポーランド、ヴァルミア＝マズールィ県）

保護協力関係:
- ポスト・フォールス（英語版）（USA、アイダホ州）ヘルボルン=シェーンバッハからの移住者フリードリヒ・ポストによって建設された。

街の入り口には、ヘルボルン、ヘッセン州、ドイツ、EU の旗のほかに、姉妹都市および保護協力都市が属す国の旗、すなわち USA、フランス、ポーランド、オーストリアの国旗が掲げられている。

## 文化と見所
最も重要な見所は歴史的旧市街である。1986年と2016年に、ドイツで最も古い州祭である「ヘッセンの日」が開催された。

### 博物館
- ヘルボルン市立ホーエ・シューレ博物館[25]
- ヘルボルン＝ゼールバッハの郷土博物館「アルテ・シューレ」[26]
- ヘルバッハ郷土室
- ヘルボルン精神医学博物館、フィトス GmbH 社会精神医学センター[27]

### 建造物

#### 市庁舎
ヘルボルンの市著者は1589年に建設され、火災後の1626年に再建された。ヘルボルン市庁舎の特殊な点は、ヘルボルンの住民の家紋によるフリーズ (建築)装飾にある。この建物は現在も市の行政、運営委員会、市議会の所在地である（トゥルム通りに増築されている）。
2010年6月8日にこの市庁舎は、たとえばホーエ・シューレ、ヴィルヘルムス塔 (ディレンブルク)、アルテンベルク修道院あるいはフォルトゥナ坑などと同様に、「武力紛争の際の文化財の保護に関する条約」の保護下に置かれた。戦争時にこれを攻撃あるいは毀損することは戦争犯罪にあたり、国際刑事裁判による処罰の対象となる可能性がある。

#### その他の建築

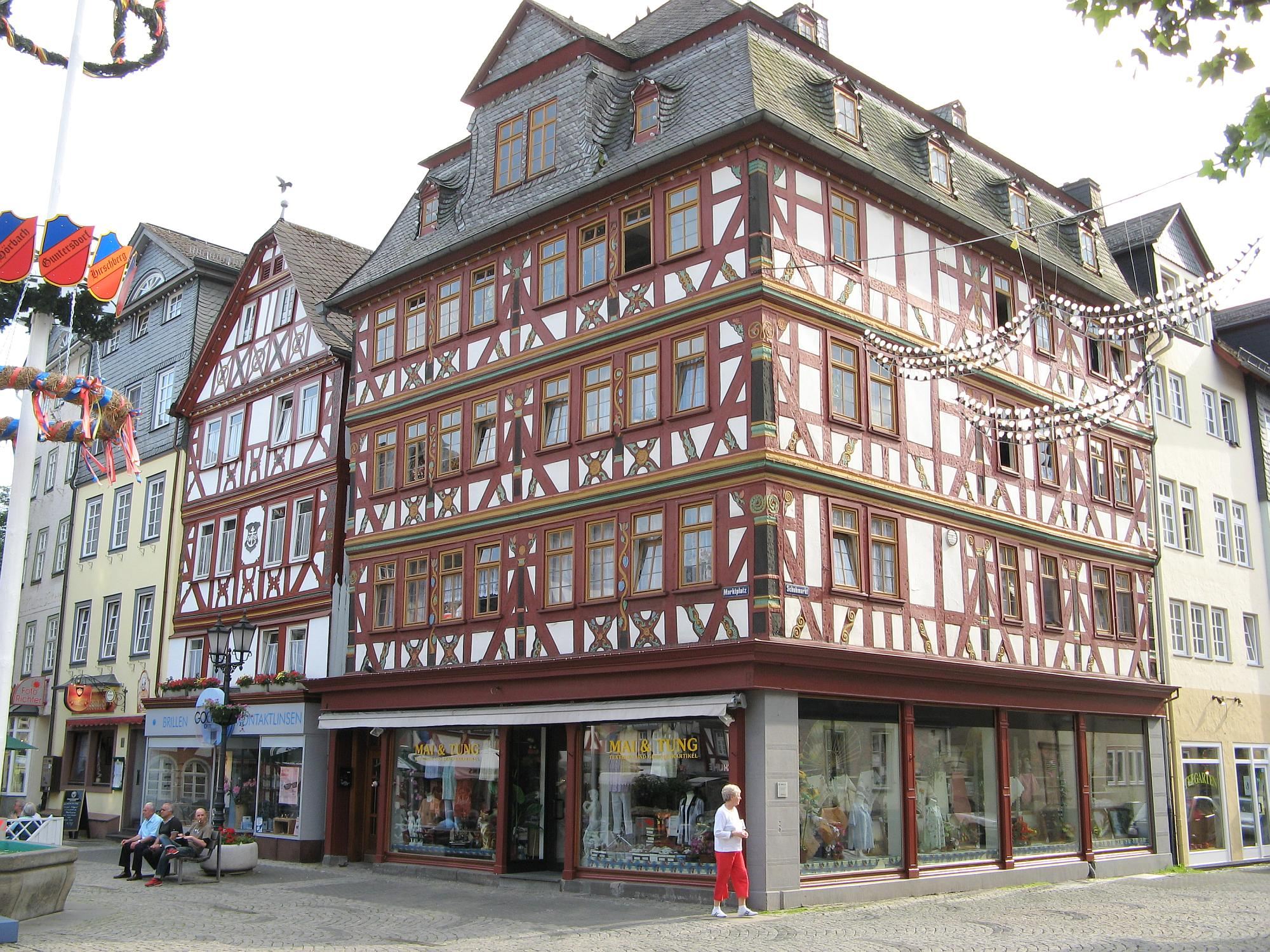
バロック装飾を持つマルクト広場1/2番地の家

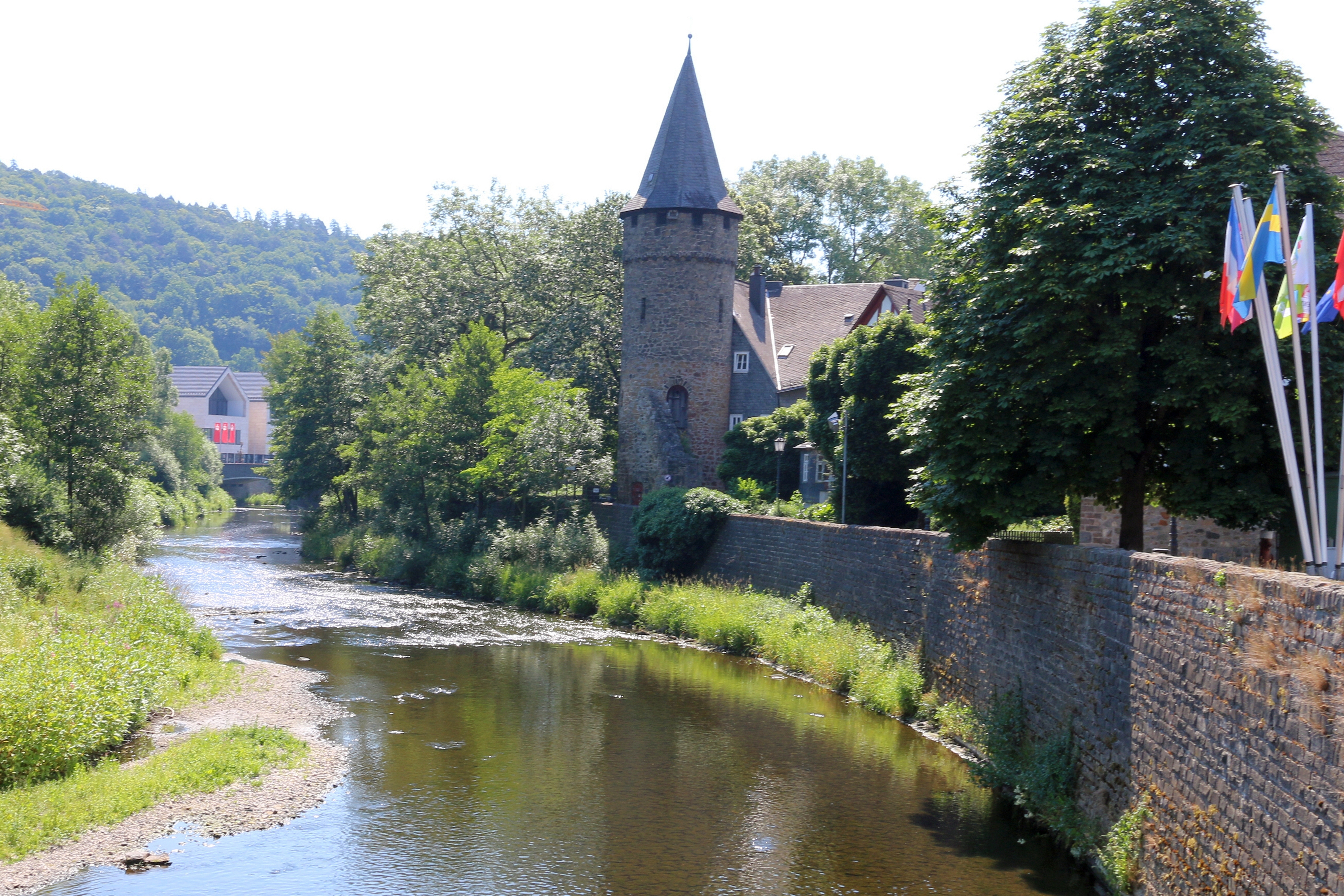
ディル塔

- ヘルボルンの福音主義市教会（1219年に記録が遺る）
- 15世紀から18世紀に建設された数多くの木組み建築（最も古いミュールガッセ館は1445年建造）
- マーケットの広場: バターマーケット、穀物マーケット、木材マーケット
- 1732年に建設された市場の泉
- パウルスホーフ（コルヴィンシェ印刷所）ホーエ・シューレの印刷所
- ホーエ・シューレ（郷土博物館を含む）1584年設立（建物は旧役場として1324年に記録されている）
- 市壁と塔の遺構
  - 石造の門（最初の市門、1251年頃と推定されている）
  - ディル塔
  - 新しい門を有するレオンハルツ塔
  - ヘクセン塔、ヘルボルン唯一の個人所有の塔（ヤン・リヒターの所有）
  - ビュルガー塔
  - 水門を有するシュペック塔
  - ハイン塔（半壊状態）
- ヘルボルン城、1350年に最初の記録が遺る。現在はヘッセン＝ナッサウ福音主義教会の神学セミナーとなっている。
- ホフマン邸、1889年/1904年
- ディルブリック展望塔

- 福音主義市教会
- ビュルガー塔
- シュペック塔
- ヘルボルン城

### 公園
ウッカースドルフ地区には動物園がある。この公園内には、約 70種類の鳥類がおり、中にはカンムリシロムク、カンムリバト、パラワンコクジャクといった絶滅危惧種も飼育されている。この公園は、1981年からシュバシコウの野生化プロジェクトに取り組んでいる。さらに一部を人の通行が可能なオオフラミンゴのビオトープ、テーマや地域に基づいて造られた禽舎（たとえばアジア地区）や、ワタボウシタマリン、ミーアキャット、カンガルー、ホエジカ属といったほ乳類舎、ふれあい動物園がこの動物園にある。ツォーシューレ（動物園学校）は、青少年向けの教育構想を掲げている。

### 年中行事
- ロック・イム・シュタットパルク（聖霊降臨祭の土曜日）
- イチゴの日曜日（6月の第1日曜日）
- ヘルボルン/シェーンバッハのポニー祭（5月/6月）
- ワインフェスト（7月の第1週末）
- サマーフェスト（7月の最終土曜日）
- 市立公園のキンダーシュペクタケル（8月）
- ジャガイモの日曜日（9月の第2日曜日）
- ヘルボルン文化倉庫での「ヘルボルナー・シュルムペヴェック」賞授賞式（9月）[28]
- マルティンマルクト（国民哀悼の日前の日曜日と月曜日）
- クリスマス期間のヘルボルン - クリスマスマーケット

### 観光街道
ヘルボルンはドイツ木組みの家街道およびゾルムス街道沿いに位置している。この他にナッサウからバート・アーロルゼンに至るオラニア＝ルート（自転車道）にも面している。

### スポーツ
スポーツクラブ TTC ヘルボルンゼールバッハは、合計3年間卓球ブンデスリーガに参加していた。

### ハイキングとサイクリング

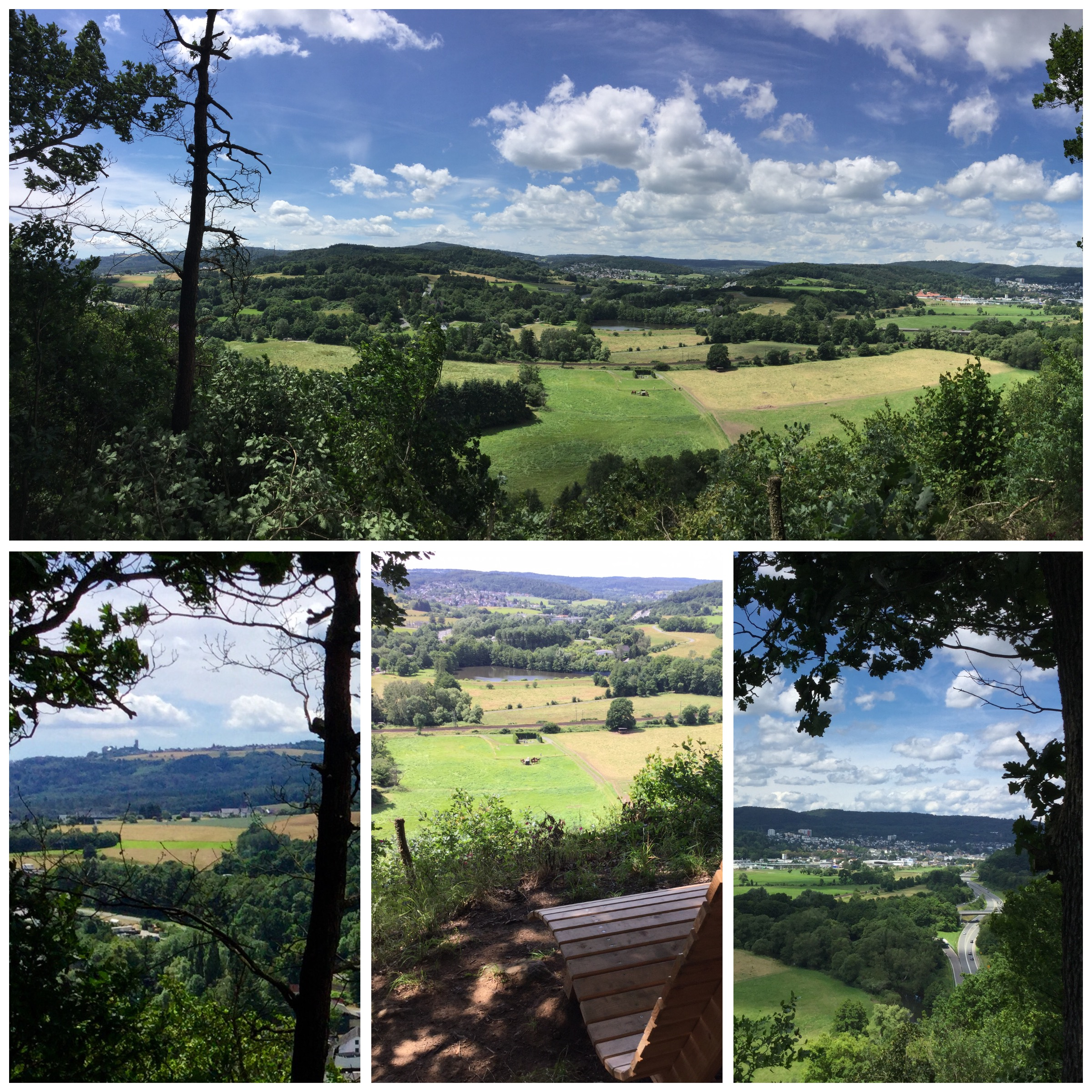
ヘルボルン＝バイルシュタインのディルタールおよびヴェスターヴァルトの光景

ヴァンダーフロインデ・ヘルボルン e.V.（WFヘルボルン）は毎年3月に国際フォルクスヴァンデルング（ハイキング）を開催している。さらに、5, 6, 9, 10, 11, 13, 42.2 km の恒久的遊歩道コースを整備している。このコースはドイツ国民スポーツ連盟の国際大衆スポーツ章の認定コースである。42.2 km のマラソンコースはヘッセン州で最も古い恒久的遊歩道 (PW) である。このコースは、2005年1月1日にシュレスヴィヒ＝ホルシュタイン州の2つの PW とともにドイツ最初の PW としてオープンした。WFヘルボルンは2008年12月1日にこのマラソンコースに2つの環状コースを接続させた。環状コースは 5 km（アルスバッハタール）と 10 km（デルンバッハタール）である。ヤーコブスヴェークの5, 6, 10, 11 km コースのスタート地点はヘルボルン駅である。ヤーコブスヴェークの、9, 13 km コースにあたるもう一つのスタート地点はアウ通り 81番地のホテル - グーツホーフ・ゲストハウス醸造所のレセプションである。
5, 10, 42 km には標識がある。他のコースはいずれもヤーコブスヴェークあるいはデルンバッハヴィーゼンヴェーク沿いに展望台ヘレ（ラーン＝ディル＝ベルクラント自然公園の一部）に至る。
WFヘルボルン e.V. は2014年12月9日にドイツ初のバリアフリーの恒久的遊歩道をアールタールゼー（湖）沿いのビショッフェンにオープンした。この遊歩道はグローサー・アールタールゼーおよびクライナー・アールタールゼー周辺のコースで、距離は 6 km と 10 km である。
ヘルボルンは、全長 235 km の遊歩道「ヴェスターヴァルトシュタイク」（ヘルボルン - バート・ヘンニンゲン・アム・ライン）および「ラーン＝ディル＝ベルクラントプファート」（ヘルボルン - マールブルク）の起点都市である。この他に、ヘッセンヴェーク1号線（ディーメルゼー - エルトヴィレ）、テューリンゲン＝ライン遊歩道（インゼルスベルク - エンガース）、ロタールシュタイクへの連絡路がヘルボルンを通っている。自転車道は、ディル川沿いに、アールタールゼーやクロムバッハタール堰へ向かうルート（広域自転車道 R8号線、オラニア＝ルート、ディル自転車道）がある。

### 乗馬
ライターフェライン・ヘルボルン（ヘルボルン騎馬協会）は1946年に、戦後最初にアメリカ占領軍政府から乗馬スポーツ再開の許可を取得した乗馬クラブである。当時乗馬は「軍事的」であると考えられていたのである。1947年10月5日にヘッセンで最初の試合がヘルボルンで開催された。1952年、ドイツ・オリンピアード委員会の全選手が試合に参加した。スポンサーは、ハース&ゾーン社の「ヘルボルンの蹄鉄」やヘルボルナー・ポンプ工場の「噴水跳躍」といった新しい障害を創り出した。「ヘルボルンの試合は重要性と注目とを獲得した。ヘッセン放送は試合会場から直接報道を行った。70人分が用意された記者席にレポーターは入りきらなかった。その中にはドイツ最大の日刊紙記者もいた。」1964年にヘルボルンで障害飛越競技と馬場馬術のドイツ選手権が開催された。1970年代、優勝者は特別栄誉賞として、メキシコでの試合に参加することができた。14日間のメキシコ旅行にはファーストクラスが提供された。優勝者の1人がヨーゼフ・ネッカーマンであった。ヘルボルンでの試合にはたとえば、ハンス・ギュンター・ヴィンクラー（ライターフェライン・ヘルボルンはの名誉会員）、ヨーゼフ・ネッカーマン、フリッツ・ティーデマン、ヘルガ・ケーラー、アルヴィン・ショッケメーレ、パウル・ショッケメーレ、フーゴ・ジーモン、ゲルト・ヴィットファング、フランケ・シュロータークらがいた。ライターフェライン・ヘルボルンは専門のポロ部門を有するドイツ唯一の乗馬クラブである。2009年からベーレン杯室内ポロ・トーナメントを開催している。

## 経済と社会資本

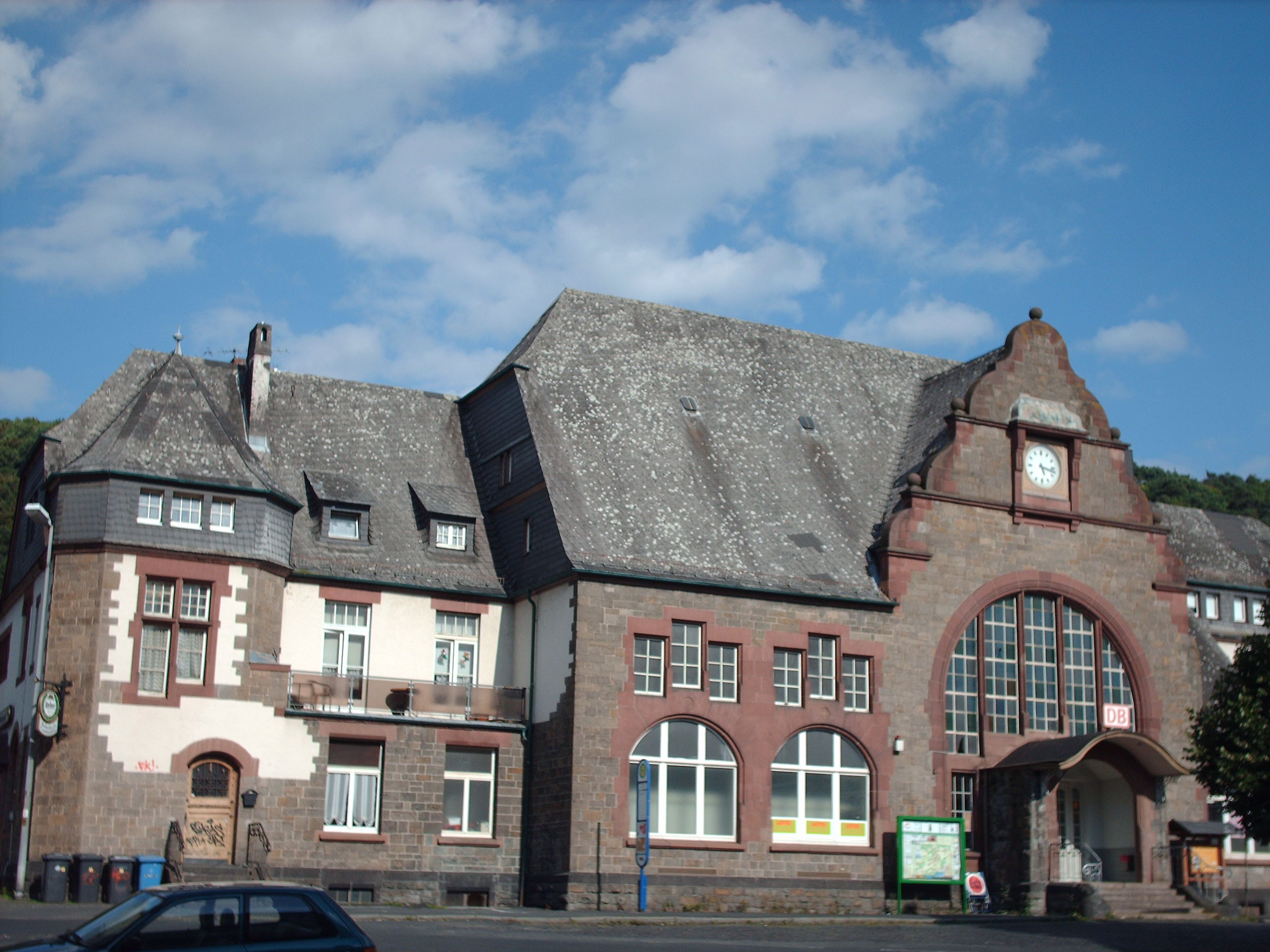
ヘルボルン (ディルクライス) 駅の駅舎

### 交通
ヘルボルンは現在2つの駅があり、これ以外の4つの駅が廃止された。
ヘルボルン (ディルクライス) 駅: ヘルボルンは、ディル線のヘルボルン駅によって1862年に鉄道網に接続した。
現在の駅舎は1908年に教会建築家ルートヴィヒ・ホーフマンによって建設された。ヘルボルン駅は、かつては他に2路線が利用可能であった。
- アール＝ザルツベーデ鉄道（1902年から2001年まで）
- ヴェスターヴァルト横断鉄道（1906年から1985年まで）

ヘルボルン駅には、ジーゲンからフランクフルト・アム・マインに至るレギオナルエクスプレスと、ディレンブルクとフランクフルトとを結ぶミッテルヘッセン＝エクスプレスの列車が発着する。
ブルク (ディルクライス) 北駅: 現在も営業しているもう一つの駅で、ヘルボルン駅と同じディル線にある。この駅はヘルボルン駅とは異なり、旅客専用駅である。
ブルク (ディルクライス) 駅: アール＝ザルツベーデ鉄道の里程 40.92 km に位置した。この駅にはかつて3つのプラットホームがあった。
ブルク (ディルクライス) 西駅、ウッカースドルフ駅、アムドルフ駅: この3つの駅はヴェスターヴァルト横断鉄道の駅であった。
本市はラーン・ディル交通連盟 (VLD) に加盟している。
ヘルボルンは、ヘルボルン南およびヘルボルン西の2つのインターチェンジでアウトバーン A45号線（E40号線およびE41号線を兼ねる）と結ばれている。このアウトバーンはライン＝マイン地方とルール地方東部とを結んでいる。市内で連邦道 B277号線（ヴェッツラーおよびディレンブルクへ）と B255号線（モンタバウアーおよびマールブルクへ）が交差する。

### 経済
ヘルボルンには、この地域最大の雇用主であるリッタル GmbH & Co. KG がある。
ヘルボルンの産業史で最も重要な企業の一つがブルガーアイゼンヴェルク（ブルガー製鉄所）であった。その敷地では2003年からゾディアック・アエロスペースのゼル GmbH が活動を行っている。エレクトロルクス・ドイチュラントの一部もブルガー・アイゼンヴェルクに由来する。「ブルガー・アイゼンヴェルク」産業地域には合計 30社が進出している。
2012年以降、ヘルボルンにはビール醸造業者が存在しない。最後まで存続していた醸造業者は　MH-ブラウグループに吸収統合された。ヘルボルナー・ブラウハウスは閉鎖されるまで 130年以上の醸造の歴史を有していた。ヘルボルナー・アウには2005年にホテル＝レストランが入居したが、ここで供されるビールは家内醸造所で生産されたものである

### メディア
ラーン＝ディル新聞グループ（本社: ヴェッツラー）の地方版「ヘルボルナー・ターゲブラット」のほかに、ヴァイデンバッハ出版（本社: ディレンブルク）の「ヘルボルナー・エコー」が刊行されているが、後者は前者と緊密に結びついている。「ヘルボルナー・シュタットアンツァイガー」はヘルボルン市の広報紙であり、毎週木曜日にヘルボルン市の全戸に配布される。

### 公共機関

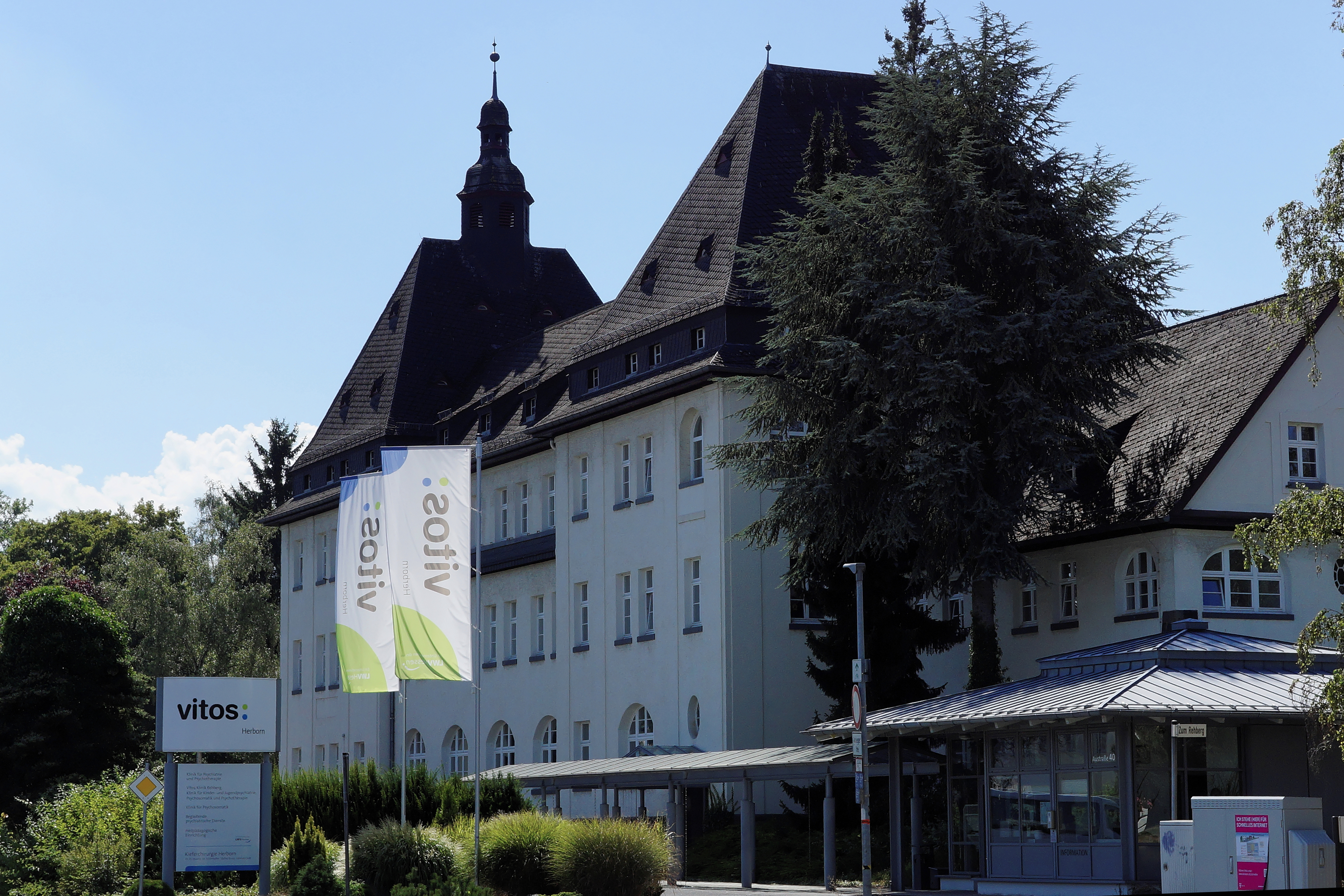
フィトス・ヘルボルン

- 3人の職員からなる市警察（市庁舎内）: 予防介入に関して、州警察と同等の権限を持つ。市警察の官吏は正当防衛/緊急救助のために武器を携帯している。また、緊急出動の場合、例外特権や交通特権を行使することができる。
- 約 60人の職員からなる警察（保安警察）
- 区裁判所
- 消防団
- 救護所と救急医詰め所（エッシェンブルク救護サービス GmbH およびドイツ赤十字社ディル GmbH）
- フィトス・ヘルボルン（社会精神医学センター）
- ヘッセン州食品監視、動物保護および獣医学局
- 老人、青少年のための相談所
- ラーン＝ディル郡衛生保健局

### 教育

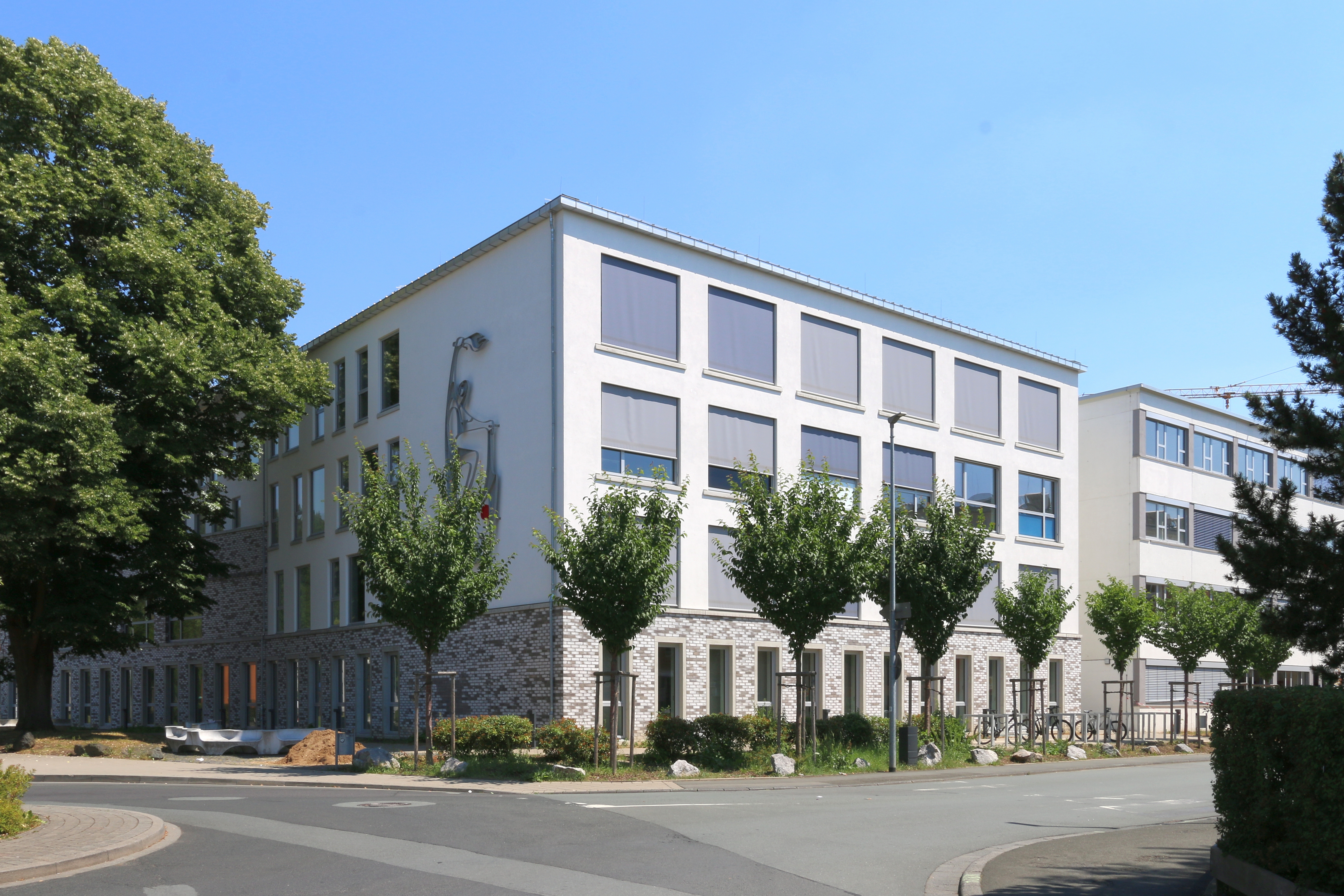
ギムナジウム・ヨハネウム

2007年にゼールバッハ地区の2つの幼稚園が統合され新しい建物が造られた後、ヘルボルンには 9園の幼稚園がある。このうち 4園がヘルボルン市、5園が教会およびその他の団体が運営している。9園あわせて約 750人の園児に対応可能である。この中には、3歳以下の幼児のための託児所もある。
ヘルボルン市内には多くの学校がある。アウにはヨハネウム・ギムナジウムがある。このギムナジウムは、生徒数でヘッセン州最大級のギムナジウムの一つである。アルスバッハには、基礎課程・本課程・実科学校のコメニウス＝シューレ、キルヒベルクの保護文化財に指定されている養護学校キルヒベルクシューレ、内市街に面した基礎課程学校ディースターヴェークシューレがある。ヘルボルンの市区であるブルク、シェーンバッハ、ヘルボルン＝ゼールバッハにそれぞれ1校の基礎課程学校があり、メルケンバッハとヘルバッハには4つのキャンパスに分かれた基礎課程・本課程・実科学校であるノイエ・フリードリヒシューレがある。
この他、ヘルボルン城内にはヘッセンおよびナッサウ福音主義教会の神学セミナーが入っている。これは、廃止されたホーエ・シューレのかつての分校であり、重要な図書館を引き継いでいる。

### 音楽
デスメタルバンド「レイ・ダウン・ロッテン」をはじめ、数多くのバンドがヘルボルンからヘルボルンから輩出されている。